# Antônia Denegri
Antônia Denegri (Califórnia, 1901 — Rio de Janeiro, 4 de novembro de 1935) foi uma atriz brasilo-estadunidense. É considerada uma das musas do cinema mudo brasileiro, tendo participado de vários filmes do cineasta Luiz de Barros entre 1919 e 1922.

## Biografia
Antônia Denegri nasceu na Califórnia, nos Estados Unidos em 1901, vindo para o Brasil ainda muito jovem, aos quatro anos de idade. Sua carreira artística começou no teatro, na Companhia Lucinda Simões. Entre os anos de 1913 e 1914, Denegri foi aluna da escola de bailados do Teatro Municipal. Estreou no cinema em 1918, com o filme Amor e Boêmia, de Eduardo Arouca, em que interpretava a personagem Helena.
No cinema ainda atuaria em vários filmes de Luiz de Barros, o primeiro deles sendo Alma Sertaneja, de 1919, em que contracena com Otília Amorim e Manoel F. de Araújo. Contracena novamente com eles no mesmo ano, em Ubirajara, adaptação do romance de José de Alencar. Nos anos seguintes atua nos filmes Coração de Gaúcho e O Cavaleiro Negro, sendo a interprete principal nesse último.
Denegri iria protagonizar mais duas produções de Barros, Iracema, outro filme baseado em um romance de José de Alencar, e Marabá. Estes filmes nunca chegaram a ser produzidos, o motivo é até hoje desconhecido.
Antônia Denegri faleceu no Rio de Janeiro, em 4 de novembro de 1935, com a idade de 34 anos.

## Filmografia
| Ano  | Título            | Personagem             | Direção        |
| ---- | ----------------- | ---------------------- | -------------- |
| 1918 | Amor e Boêmia     | Helena                 | Eduardo Arouca |
| 1918 | Alma Sertaneja    | Rosinha                | Luiz de Barros |
| 1919 | Ubirajara         | Jandyra                | Luiz de Barros |
| 1920 | Coração de Gaúcho | Filha do fazendeiro    | Luiz de Barros |
| 1923 | O Cavaleiro Negro | Moça (Cavaleiro Negro) | Luiz de Barros |